# Землетрус у Петрині (2020)
Землетрус у Петрині — сильні землетруси, які трапилися в Хорватії 28—31 грудня 2020 року та продовжилися 6 січня 2021 року.

## 28 грудня
28 грудня 2020 року було два підземні поштовхи: перший — о 6:28 ранку (7:28 — за київським часом), другий — близько 7:50.
За даними Європейсько-середземноморського сейсмологічного центру (ЄССЦ), магнітуда становила 5,0 бала, епіцентр — на глибині 10 км. За повідомленням «Радіо Свобода» з посиланням на сайті Європейської геологічної служби, сила поштовху — 5,2.
За публікаціями в ЗМІ:
- магнітуда першого становила 5,1, епіцентр розташувався за 12 кілометрів на південний захід від міста Сисака та за 51 кілометр на південний схід від Загреба й заліг на глибині 5 кілометрів[4];
- магнітуда другого — 4,9; його також відчули в Загребі[5];
- магнітуда першого поштовху становила 5,2 бала.[6];
- за повідомлянням хорватського видання «Večernji list» (Вечірня газета), глибина першого поштовху — 5 км[7].

Пошкоджено будівлі, у районі міст Петриня та Сисак у будинках потріскані стіни, пошкоджені фасади, облетіла штукатурка. Також є квартири, які, за попередніми оцінками, будуть непридатні для життя.
Внаслідок землетрусу постраждало місто Петриня та околиці. Крім того, о 7:49 було зафіксовано повторний поштовх у Петрині, а у місті Сисак — о 07:51. Магнітуда другого і третього землетрусів склала 4,7 і 4,1 за шкалою Ріхтера. Було пошкоджено будинки у містах Петриня і Сисак.

## 2020

### 29 грудня
ЄССЦ повідомив, що землетрус магнітудою 6,3 за шкалою Ріхтера мав місце неподалік міста Петриня у вівторок між 12-ю і 15-ю годиною. Німецький науково-дослідний центр геологічних наук (GFZ) заявив, що землетрус силою 6,4 стався на глибині 10 кілометрів.
За першими даними, землетрус завдав значних руйнувань, зокрема, призвів до обвалу дахів, фасадів будівель і деяких цілих будівель. Українців серед постраждалих під час землетрусу не було, але постраждала будівля посольства України в Хорватії в Загребі.

### 30 грудня
Зранку цього дня в Хорватії сталося ще три землетруси магнітудою 4,7, 4,8 та 3,9 бала.

### 31 грудня
За даними посла України Василя Кирилича, сейсмічні служби зафіксували понад 100 поштовхів магнітудою до 5,0 бала. Громадяни України не постраждали внаслідок землетрусу.

## 2021

### 6 січня
Цього дня землетрус повторився о 18:00, епіцентр підземних поштовхів розташовувався в центральній частині країни, поблизу населеного пункту Петриня. Його сила становила 5 балів за шкалою Ріхтера.

## Наслідки

### Жертви
Станом на 29 грудня, влада заявила про 6 жертв землетрусів. Люди загинули в населених пунктах Майське Поляне та Петриня.
Станом на 30 грудня повідомили про 7 загиблих: сьому жертву знайшли під завалами церкви в Жажині.